# Luigi Batzella
Luigi Batzella, né le 27 mai 1924 à San Sperate, en Sardaigne et mort le 18 novembre 2008  dans le même village, est un réalisateur italien.
Au cours de sa carrière il a utilisé divers pseudonymes : Paolo Solvay, Ivan Kathansky, A.M. Frank, Gigi Batzella, Paul Hamus, Dean Jones et Paul Selway.

## Filmographie sélective

### comme acteur
- 1953 : Il n'est jamais trop tard (Non è mai troppo tardi) de Filippo Walter Ratti
- 1963 : Les Pirates du Mississippi (Die Flußpiraten vom Mississippi)
- 1963 : Le Pirate du diable (Il pirata del diavolo) de Roberto Mauri : Mahmud
- 1964 : Le Dernier Pistolet (Jim il primo) de Sergio Bergonzelli : Morgan

### comme réalisateur
- 1966 : Tre franchi di pietà
- 1969 : Mille et Une Nuits à Istanbul (Agguato sul Bosforo)
- 1970 : Quand explose la dernière grenade (Quando suona la campana)
- 1971 : Pour Django les salauds ont un prix (Anche per Django le carogne hanno un prezzo)
- 1971 : Les Âmes damnées de Rio Chico (Quelle sporche anime dannate)
- 1972 : Confessioni segrete di un convento di clausura (it)
- 1972 : Le Colt était son dieu (La colt era il suo Dio)
- 1973 : Les Vierges de la pleine lune (Il plenilunio delle vergini)
- 1974 : Les Nuits perverses de Nuda (Nuda per Satana)
- 1974 : Lo strano ricatto di una ragazza per bene
- 1977 : Les Tigres du désert (it) (Kaput lager - gli ultimi giorni delle SS)
- 1977 : Holocauste nazi : Armes secrètes du IIIe Reich (La bestia in calore)
- 1979 : La Guerre du pétrole (Strategia per una missione di morte)
- 1979 : Proibito erotico (it)
- 1980 : L'Implacable Défi (La sfida del tigre)

### comme monteur
- 1971 : Pour Django les salauds ont un prix (Anche per Django le carogne hanno un prezzo) de lui-même
- 1972 : Django, ton tour viendra (Allegri becchini… arriva Trinità) de Ferdinando Merighi (sous le pseudo de Paolo Solvay)